# Котова, Серафима Александровна
Серафима Александровна Котова (22 июля 1930, Максимова Гора, Западная область — 1 июня 1993, Москва) — советская прядильщица, хозяйственный, государственный и политический деятель, Герой Социалистического Труда.

## Биография
Серафима Котова родилась 22 июля 1930 года в селе Максимова Гора (ныне в Нелидовском районе Тверской области) в семье колхозника. В начале Великой Отечественной войны потеряла родителей: отец погиб на фронте, а мать умерла от осколка немецкой бомбы. Девочку взяли на воспитание работники военного госпиталя, она стала помогать медсёстрам ухаживать за ранеными. В 1945 году Серафима Котова приехала в Москву и поступила в школу фабрично-заводского ученичества камвольно-прядильной фабрики имени М. И. Калинина Московского городского совнархоза. После окончания школы ФЗУ стала работать на фабрике в прядильном цехе.
Неоднократно становилась победительницей социалистических соревнований. В 1953 году предложила провести комплексное изыскание и использование производственных резервов для получения дополнительных шерстяных тканей. Совместно с инженерами и техниками она решила увеличить скорость машин. Корме того, бригаде Котовой удалось сократить время отдельных производственных операций и ликвидировать непроизводственные простои оборудования. Благодаря этим нововведениям её бригада стала вырабатывать в течение месяца дополнительные 2 тонны пряжи. Инициатива Серафимы Котовой была поддержана и на других предприятиях города. В 1959 году возглавляемой Котовой бригаде в числе первых на предприятии присвоили звание бригады коммунистического труда. Указом Президиума Верховного Совета СССР от 7 марта 1960 года «за выдающиеся достижения в труде и особо плодотворную общественную деятельность» Серафиме Котовой было присвоено звание Героя Социалистического Труда с вручением ордена Ленина и золотой медали «Серп и Молот».
Серафима Котова без отрыва от производства окончила школу рабочей молодёжи, техникум и Московский текстильный институт, получив специальность инженера. С 1963 года работала на своей фабрике сменным мастером, затем начальником цеха, заместителем главного инженера фабрики.
Член КПСС с 1954 года. Избиралась депутатом Верховного Совета РСФСР 4-го и 5-го созывов. Делегат XX, XXI, XXII и XXIII съездов КПСС, XIII съезда профсоюзов и XII съезда ВЛКСМ. Избиралась членом МГК КПСС, Москворецкого РК КПСС, парткома фабрики. Была членом Комитета советских женщин, центрального комитета профсоюза рабочих текстильной и лёгкой промышленности, городского Комитета народного контроля. В составе делегаций неоднократно бывала за границей.
В 1981 году вышла на пенсию. Жила в Москве. Умерла 1 июня 1993 года. Похоронена на Хованском Центральном кладбище.

## Память
В 1956 году скульптор Н. К. Вентцель выполнила портрет С. А. Котовой (цемент, галька речная; Тверская областная картинная галерея).